# Dolní mlýn (Mítov)
Dolní mlýn (Liškův) v Mítově u Nových Mitrovic v okrese Plzeň-jih je vodní mlýn, který stojí v západní části obce na Mítovském potoce. Je chráněn jako nemovitá kulturní památka České republiky.

## Historie
Mlýn byl založen roku 1680. Roubená stavba pochází z konce 18. století a její zařízení z 19. století  - palečné kolo je z roku 1888.
Údajně stál již roku 1617. Byl majetkem Metropolitní kapituly u sv. Víta v Praze. V roce 1713 platil mlynář Pavel Holub z Borovna vrchnosti úroku 12 strychů žita a 6 zlatých a v roce 1752 Vojtěch Šrámek platil ročně 2 × 25 zlatých úroku.
Roku 1820 jej získal Antonín Moser, syn majitele sousedního nářaďového hamru Wolfganga Mosera.  V letech 1886–1901 byl mlynář Antonín Moser starostou Mítova, ale údajně mlýn zanedbával a věnoval se písmáctví, dějinám a politice. Roku 1939 František Moser vykoupil mlýn od Metropolitní kapituly.

## Popis
Mlýnice je součástí dispozice domu, stavba je roubená, jednopatrová.
Voda na vodní kolo vedla náhonem z rybníka přes vantroky a odtokovým kanálem se vracela do potoka. Rybník nad mlýnem měl výměru 17,5 hektaru, roku 1925 jej poškodila povodeň obnoven již nebyl.
Ve mlýně se dochovalo obyčejné složení; jedná se o jedno z posledních kompletních českých složení na Podbrdsku. Dochovalo se i vodní kolo na vrchní vodu (k roku 1930 68 l/s, 4,5 m, 2,6 HP) o průměru 4 metry a šířce 80 cm.